# 鲁瓦堡
鲁瓦堡（法語：Bourg-le-Roi，法語發音：[buʁ lə ʁwa]），或意译作国王堡、皇堡，是法国萨尔特省的一个市镇，位于该省北部，其面积仅有0.36平方公里，是法国面积第七小的市镇。

## 地理
鲁瓦堡（48°20'45"N, 0°7'56"E）面积0.36 平方千米，位于法国卢瓦尔河地区大区萨尔特省，该省份为法国西北部内陆省份，北起顺时针与奥恩省、厄尔-卢瓦省、卢瓦-谢尔省、安德尔-卢瓦尔省、曼恩-卢瓦尔省和马耶讷省接壤，是法国大西部的入口，连接卢瓦尔河谷、布列塔尼和巴黎盆地。
与鲁瓦堡接壤的市镇（或旧市镇、城区）包括：昂西讷、谢里赛。
鲁瓦堡的时区为UTC+01:00、UTC+02:00（夏令时）。

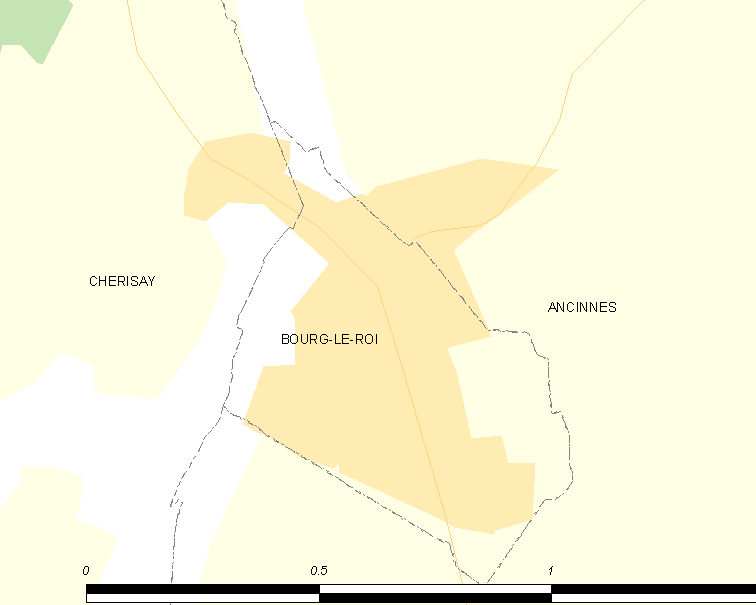
鲁瓦堡的OSM定位图

## 行政
鲁瓦堡的邮政编码为72610，INSEE市镇编码为72043。

## 政治
鲁瓦堡所属的省级选区为锡耶勒纪尧姆县。

## 人口

1962-2008年间鲁瓦堡人口变化图示

鲁瓦堡于2022年1月1日时的人口数量为335人。